# Tengda
Tengda (kinesiska: 腾达镇, 腾达) är en köping i Kina. Den ligger i provinsen Sichuan, i den sydvästra delen av landet, omkring 280 kilometer söder om provinshuvudstaden Chengdu. Antalet invånare är 20 350. Befolkningen består av 9 727 kvinnor och 10 623 män. Barn under 15 år utgör 26,0 %, vuxna 15-64 år 62 %, och äldre över 65 år 11,0 %.
Genomsnittlig årsnederbörd är 1 362 millimeter. Den regnigaste månaden är augusti, med i genomsnitt 270 mm nederbörd, och den torraste är december, med 21 mm nederbörd.